# Necuto
Necuto es una localidad de Angola, constituida administrativamente como una comuna del municipio de Buco-Zau en la provincia de Cabinda.
En 2014, la comuna de Necuto tenía una población de 10.326 habitantes.
Está situada a 100 kilómetros al nordeste de la ciudad de Cabinda y a 90 kilómetros de la capital municipal de Buco-Zau, frontera fluvial del río Chiloango con la República Democrática del Congo. Esta frontera es traspasada habitualmente por ciudadanos de la República Democrática del Congo de manera ilegal.
Necuto, fue la región de Cabinda que sufrió más durante los períodos de guerra que asolaron al país. El conflicto armado provocó el desplazamiento de la población hacia zonas más tranquilas.
La población se encuentra comunicada con el municipio de Cacongo a través del puente sobre el río Luali. Este puente, de época colonial ha protagonizado numerosos incidentes de tránsito por su mal estado de conservación.